# Cái cây của quỷ

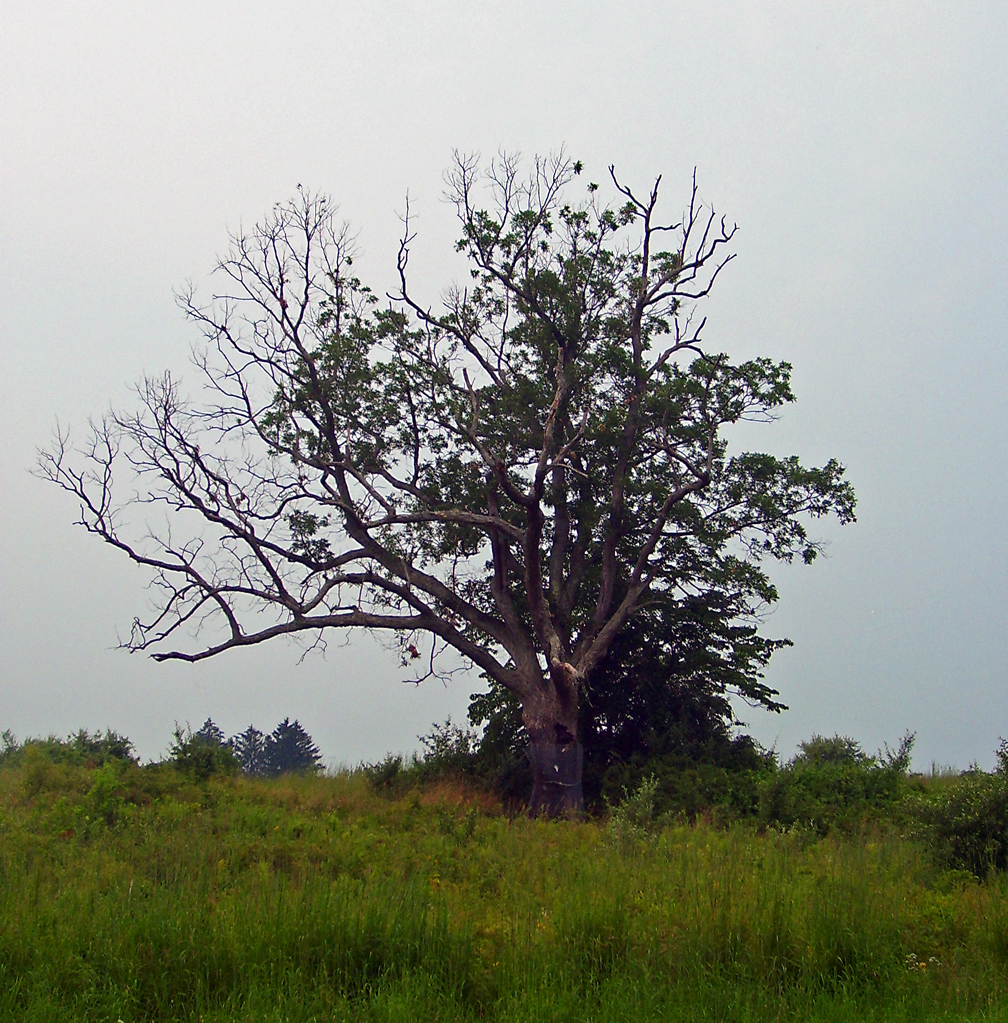
Cái cây của quỷ vào năm 2006

Cái cây của quỷ (tiếng Anh: The Devil's Tree) là một cây sồi đơn lẻ (có một số nhánh đã chết) mọc trên một cánh đồng chưa được sử dụng ở đường Mountain tại Martinsville, thuộc Bernards Township ở Hạt Somerset, New Jersey, Hoa Kỳ, đối diện với một khu nhà xây dựng tư nhân. Truyền thuyết địa phương cho rằng cái cây đã bị nguyền rủa, rằng những ai làm tổn thương hoặc không tôn trọng cây (thường là tè vào thân cây, hoặc đưa ra những nhận xét miệt thị về nó khi ở gần đó) sẽ sớm gặp tai họa khôn lường, thường là tai nạn xe hơi hoặc hư hỏng lớn sau khi họ rời đi.

## Tổng quan
Có nhiều lời tương truyền khác nhau xung quanh cái cây. Một truyền thuyết phổ biến cho rằng Bernards Township là một trong những trụ sở trung tâm của nhóm Ku Klux Klan ở New Jersey, và rằng cái cây đã được sử dụng để treo cổ người Mỹ gốc Phi cùng những nô lệ nổi loạn từ thời Thuộc địa. Một truyền thuyết khác thì kể rằng một người nông dân đã treo cổ tự tử trên cây sau khi sát hại gia đình mình, khi ấy ông ta đã nguyền rủa bất cứ ai cố gắng chặt cái cây sẽ sớm chuốc họa vào thân và "chết bất đắc kỳ tử". Những truyền thuyết khác nữa cho biết du khách đến quá gần cây sẽ bị truy đuổi bởi một chiếc xe bán tải Ford màu đen và sau đó nó sẽ biến mất tại một điểm nhất định, hoặc bất cứ ai chạm vào cây sẽ thấy tay của mình chuyển sang màu đen nếu họ cố gắng dùng bữa ở nhà hàng.
Vào mùa đông, phần đất bên dưới cái cây được cho là không có tuyết, bất kể tuyết rơi nhiều hay ít. Có một tảng đá gần đó được gọi là "Heat Rock" (đôi khi người ta nói rằng cả cây) có thể tự tỏa ra hơi ấm, khi có người chạm tay vào, dù là mùa đông hay bất cứ thời điểm nào trong ngày, làm cho nó được xem là cánh cổng dẫn đến Địa ngục.

## Bảo tồn

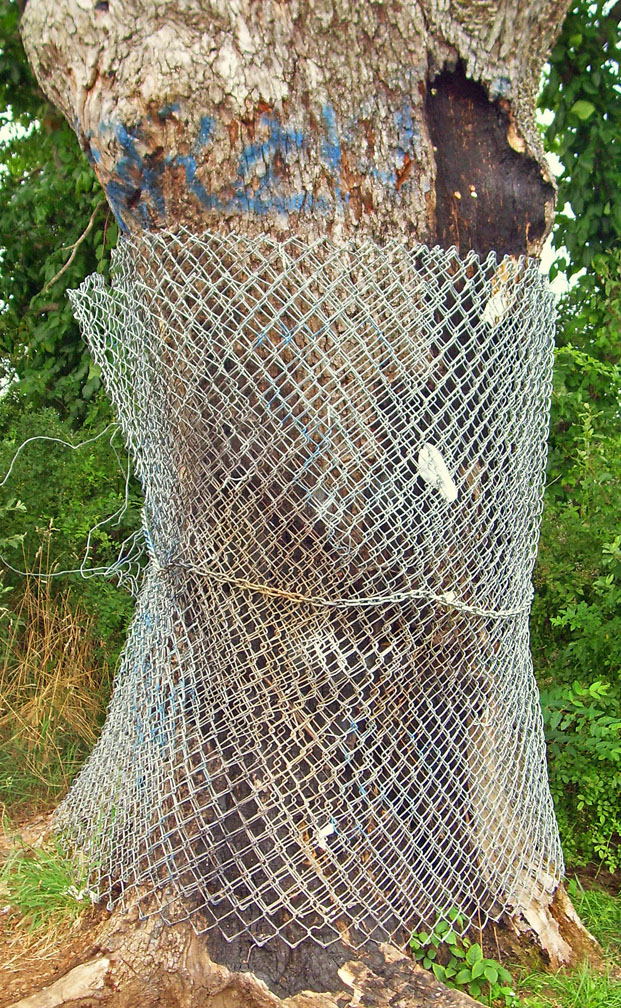
Rào sắt bao bọc thân cây.

Những kế hoạch của thị trấn nhằm phát triển khu đất nơi tọa lạc cây có thể đã yêu cầu di dời nó, nhưng thị trấn đã quyết định bảo vệ và giữ nó nguyên vẹn. Vào năm 2007, một tấm biển đã được dựng lên tại khu vực này, biểu thị thời điểm mở cửa cho công chúng tham quan. Cái cây của quỷ được bao quanh bởi một hàng rào dây xích sau khi bị phá hoại.